# Palaikythro
Palaikythro (in greco Παλαίκυθρο?; in turco Balıkesir) è un villaggio situato de iure nel distretto di Lefkoşa della Repubblica Turca di Cipro del Nord, e de jure del distretto di Nicosia della Repubblica di Cipro. Sino al 1964 il villaggio era misto. 
Nel 2011 il villaggio aveva 860 abitanti.

## Geografia fisica
Palaikythro è situato 6 km a sud di Kythrea, sull'autostrada principale Nicosia-Famagosta. Palaikythro è situato nel mezzo della pianura della Messaria, sei chilometri a sud di Kythrea/Değirmenlik.

## Origini del nome
Palaikythro significa "Kythrea vecchia" in greco. Nel 1959, i turco-ciprioti adottarono il nome alternativo Balıkesir, probabilmente preso da una città con lo stesso nome nell'Anatolia occidentale. Allo stesso tempo, il nome alternativo turco assomiglia a quello greco nel suono e nella pronuncia.

## Società

### Evoluzione demografica
Fino al 1964, il villaggio era misto, essendo abitato da ciprioti greci e turchi. Nel censimento ottomano del 1831, i musulmani (turco-ciprioti) costituivano una leggera maggioranza della popolazione al 59%. Tuttavia, nel 1891 la loro percentuale diminuì significativamente al 32%. Durante il periodo britannico, mentre la popolazione greco-cipriota aumentava costantemente, la popolazione turco-cipriota fluttuava. Quattro anni prima della partenza dei turco-ciprioti dal villaggio nel 1964, la quota greco-cipriota della popolazione del villaggio ammontava al 77,4%.
Il primo spostamento legato al conflitto avvenne nel gennaio 1964, quando tutti gli abitanti turco-ciprioti di Palaikythro fuggirono dal villaggio e si trasferirono in villaggi più sicuri controllati dai turco-ciprioti come Mora/Meriç, Epicho/Cihangir, Knodara/Gönendere, Chatos/Serdarlı, Kalyvakia/Kalavaç e Petra tou Digeni/Yeniceköy. Il numero degli sfollati fu di circa 270 (251 nel censimento del 1960). Rimasero in queste località fino al 1974, quando furono trasferiti di nuovo al loro villaggio. Il secondo spostamento legato al conflitto ebbe luogo nell'agosto 1974, quando tutti i greco-ciprioti del villaggio furono sfollati. Durante la loro evacuazione, diciassette greco-ciprioti (inclusi donne e bambini) che rimasero intrappolati nel villaggio furono uccisi da irregolari turco-ciprioti. Attualmente, come il resto dei greco-ciprioti sfollati, i greco-ciprioti di Palaikythro sono sparsi nel sud dell'isola, soprattutto nelle città. Il numero dei greco-ciprioti di Palaikythro sfollati nel 1974 era di circa 990 (976 nel censimento del 1973).
Attualmente il villaggio è occupato principalmente dai suoi abitanti turco-ciprioti originali e da turco-ciprioti che si sono trasferiti qui dopo il 1974 dai villaggi vicini come Epicho/Cihangir e Mora/Meriç. Ci sono anche molti turco-ciprioti sfollati da tredici diverse località del sud. La maggior parte proviene da Aredyou (distretto di Nicosia); Istinjo (Kios)/Tabanlı, Agios Georgios/Kavaklı, Souskiou/Susuz, Evretou/Dereboyu, e Asprogia/Aktepe nel distretto di Paphos; mentre alcune famiglie dai villaggi dei distretti di Limassol e Larnaca si sono anche stabilite lì. Inoltre, ci sono alcune famiglie dalla Turchia che si sono stabilite nel villaggio dopo il 1974. Il censimento del 2001 poneva la popolazione totale del villaggio a 1.074 persone.